# Nørre Nissum
Nørre Nissum is een plaats in de Deense regio Midden-Jutland, gemeente Lemvig, en telt 1064 inwoners (2008). De statistische plaats Nørre Nissum omvat Seminariebyen, Nissumby en Kirkebyen.